# Waraw
Waraw (auch: Waraou, Waro, Warraou, Warraw) ist ein Dorf in der Landgemeinde Dargol in Niger.

## Geographie
Das von einem traditionellen Ortsvorsteher (chef traditionnel) geleitete Dorf liegt rund 29 Kilometer südwestlich des Hauptortes Dargol der gleichnamigen Landgemeinde, die zum Departement Gothèye in der Region Tillabéri gehört. Waraw ist Teil der Übergangszone zwischen Sahel und Sudan. Nordöstlich des Dorfs erhebt sich der 310 m hohe Hügel Lengué Lengué Tondo.

## Geschichte
Die Schule in Waraw wurde ebenso wie drei weiteren Schulen in der Region im Herbst 2019 niedergebrannt. Die Brandanschläge auf Schulgebäude im Westen Nigers hatten 2018 in Makalondi und Torodi ihren Ausgang genommen. Die Angriffe in der unsicheren Grenzregion zu Burkina Faso und Mali hatten einen dschihadistischen Hintergrund.
Am Tag des zweiten Durchgangs der Präsidentschaftswahlen von 2020/2021, dem 21. Februar 2021, wurden in Waraw sieben Mitglieder der unabhängigen nationalen Wahlkommission CENI getötet, als sie mit ihrem Fahrzeug auf eine Landmine auffuhren. Drei weitere Menschen wurden verletzt. Mehrere Dutzend Haushalte aus Waraw, Yalalé, Nabolé und weiteren Siedlungen in der Gegend flüchteten am 14. und 17. April 2021 unter anderem in den Departementshauptort Gothèye. Attacken bewaffneter Gruppen auf mehrere Dörfer lösten im Februar 2022 eine weitere Fluchtbewegung von über 2000 Menschen aus Waraw und 14 weiteren Siedlungen in der Gegend in den Departementshauptort Gothèye aus. Bei einem Terrorangriff am 14. Juni 2022 wurden in Waraw acht Gendarmen getötet und 33 weitere verletzt. Von den Angreifern starben etwa 50 Personen.

## Bevölkerung
Bei der Volkszählung 2012 hatte Waraw 971 Einwohner, die in 115 Haushalten lebten. Bei der Volkszählung 2001 betrug die Einwohnerzahl 1114 in 136 Haushalten

## Wirtschaft und Infrastruktur
Am Markt von Waraw wird mit Vieh gehandelt. Im Dorf ist ein Gesundheitszentrum des Typs Centre de Santé Intégré (CSI) vorhanden. Es gibt eine Schule.